# Hal Devoll
Harold Reed Devoll, detto Hal (Detroit, 29 settembre 1923 – Allen Park, 12 gennaio 2010), è stato un cestista statunitense, professionista nella NBL.

## Carriera
Giocò una stagione nella NBL, disputando 27 partite con 4,6 punti di media.